# Paracheilinus flavianalis
Paracheilinus flavianalis är en fiskart som beskrevs av Kuiter och Allen, 1999. Paracheilinus flavianalis ingår i släktet Paracheilinus och familjen läppfiskar. IUCN kategoriserar arten globalt som livskraftig. Inga underarter finns listade i Catalogue of Life.